# Avanti (автомобиль)
Avanti (включая Avanti II) — купе, разработанное на базе Studebaker Avanti и выпускавшееся в период с 1965 по 2006 год.
После закрытия завода Studebaker в Саут-Бенде 20 декабря 1963 года и фактического прекращения выпуска автомобилей с 1964 модельного года, автомобили с шильдиком Avanti первоначально производились из остатков машинокомплектов Studebaker, а позже была основана компания Avanti Motor Company, на которой автомобили начали выпускаться на шасси и с двигателями General Motors и Ford. Автомобили выпускались до закрытия завода Avanti в 2006 году.

## Avanti II

### Альтман и Ньюман

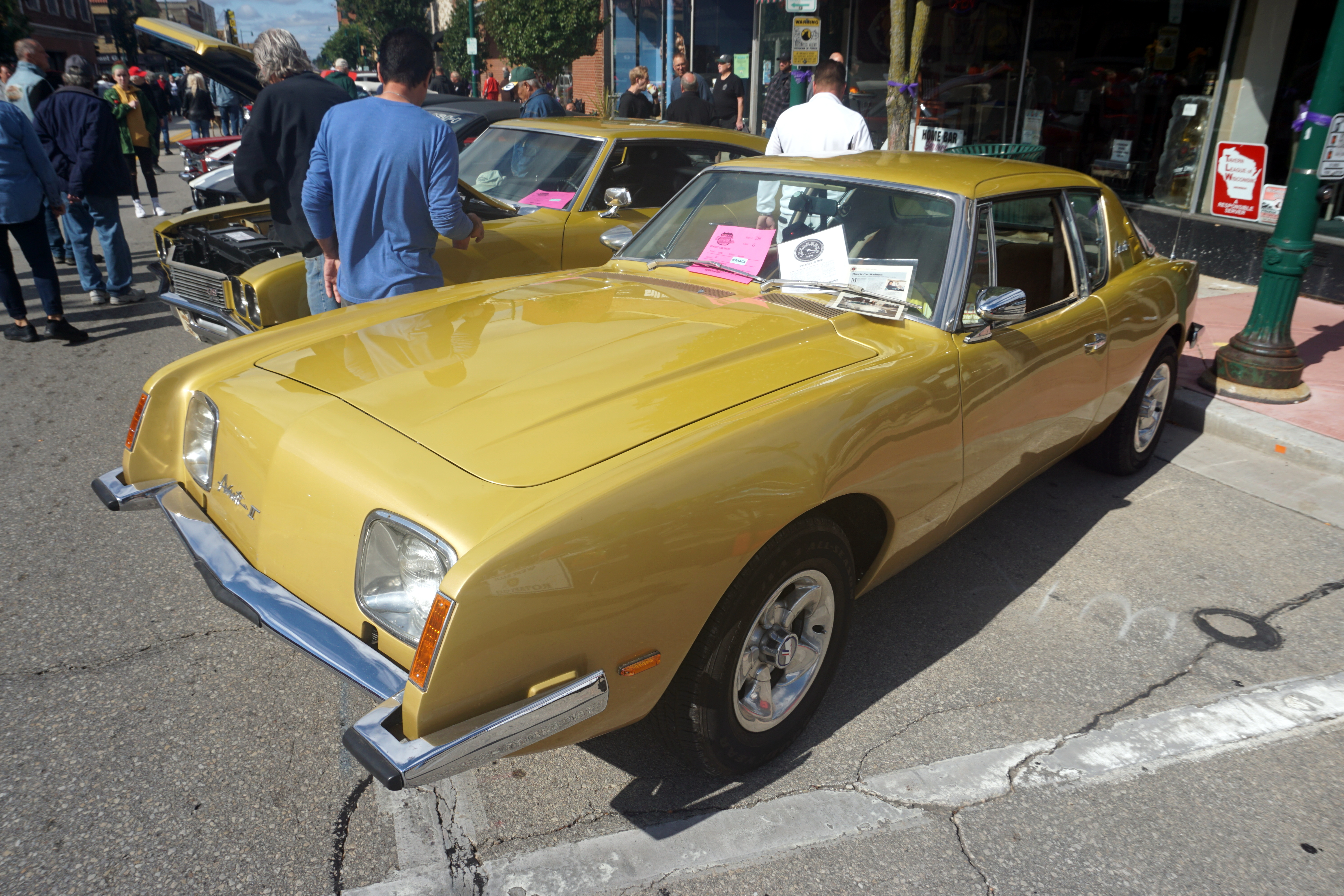
1970 Avanti II

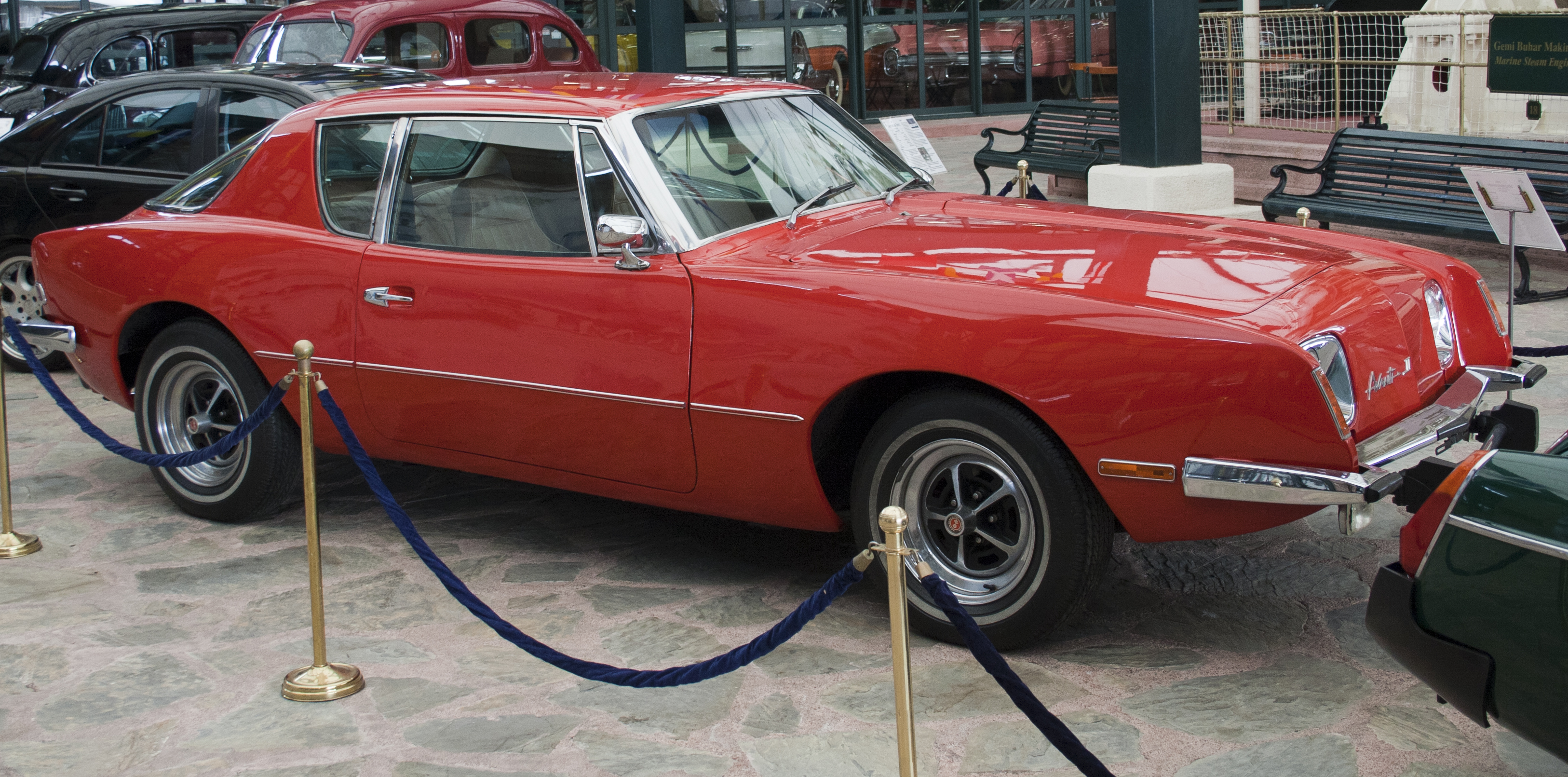
1976 Avanti II

После того, как 20 декабря 1963 года в Саут-Бенде было завершено производство автомобилей Studebaker Avanti, название «Avanti», инструменты, права на производство грузовиков Studebaker, а также запчасти и производственные площади были куплены местными дилерами Studebaker, Нейтом и Арнольдом Альтманами, а также Лео Ньюманом, которые были зарегистрированы как Avanti Motor Corporation и вручную собрали небольшое количество автомобилей. Лео Ньюман руководил подразделением запчастей для грузовиков Studebaker, что позволило компании быть прибыльной с самого начала. По словам Стю Чепмена, директора Studebaker по рекламе и связям с общественностью в 1964—1966 годах, в его книге «My Father The Car: Memoirs Of My Life With Studebaker», с компанией Studebaker велись переговоры о возвращении Avanti в салоны Studebaker в 1965—1966 годах.
Братья Альтман представили немного изменённую версию автомобиля в 1965 году под маркой «Avanti II». Первоначально автомобиль оснащался двигателем Chevrolet Corvette объёмом 5,4 л (327 кубических дюймов). Позже на автомобили начали устанавливаться двигатели объёмом 400, 350 и 305 кубических дюймов (с 1981 года). 5,0-литровый (305 кубических дюймов) двигатель имел систему электронного управления двигателем, развивал мощность 116 кВт (155 л. с.) и сочетался в паре с автоматической трансмиссией GM Turbo 350 с гидротрансформатором. Сборка одного из Avanti II 1980-х годов занимала от 10 до 12 недель, в зависимости от специальных заказов на цвет или обивку. Последний Avanti II сошёл с конвейера с двигателем V6 от Roush. После смерти Нейта Альтмана Арнольд Альтман руководил компанией до тех пор, пока она не была продана в 1982 году. С 1963 по 1985 год автомобили Avanti II выпускались на шасси Studebaker, затем — на шасси Chevrolet Monte Carlo (до 1987 года), а позже — на шасси Chevrolet Caprice.
| Год  | Двигатель                        | Мощность            | Колёсная база   | Длина             | Ширина           | Шасси  | Трансмиссия           | Инструментовка                                                              |
| ---- | -------------------------------- | ------------------- | --------------- | ----------------- | ---------------- | ------ | --------------------- | --------------------------------------------------------------------------- |
| 1965 | 5,4 л (327 кубических дюймов) V8 | 300 л. с. (221 кВт) | 109 ″ (2769 мм) | 192,5 ″ (4890 мм) | 70,4 ″ (1788 мм) | X-body | 4-скор. МКПП или АКПП | Спидометр, тахометр, топливомер, амперметр, термометр, манометр, вакуумметр |

### Стивен Блейк
1 октября 1982 года застройщик Стивен Х. Блейк купил права на Avanti II. Штат Индиана гарантировал Avanti кредиты на сумму 1,9 миллиона долларов в рамках финансового пакета, предложенного Блейку при покупке компании.
В автомобиль вносились изменения, которые оставались неизменными с момента начала производства модели Avanti II в середине 1960-х годов. Кабриолет разработан Хербом Адамсом, бывшим инженером Pontiac, на совершенно новом и более лёгком шасси, с динамометрической трубой, алюминиевой задней частью от Chevrolet Corvette (1985) и независимой подвеской. Эти планы были отложены в пользу Chevrolet Monte Carlo на платформе G-body. Прямоугольные фары с соответствующими отверстиями были представлены вместе с пластиковыми бамперами, которые окрашиваются в цвет кузова. Ручная сборка каждого автомобиля отнимала 8—9 недель.
После выпуска Mark II Avanti компания объявила о банкротстве, и в феврале 1986 года Блейк ушёл в отставку.

## Avanti

### Майкл Келли

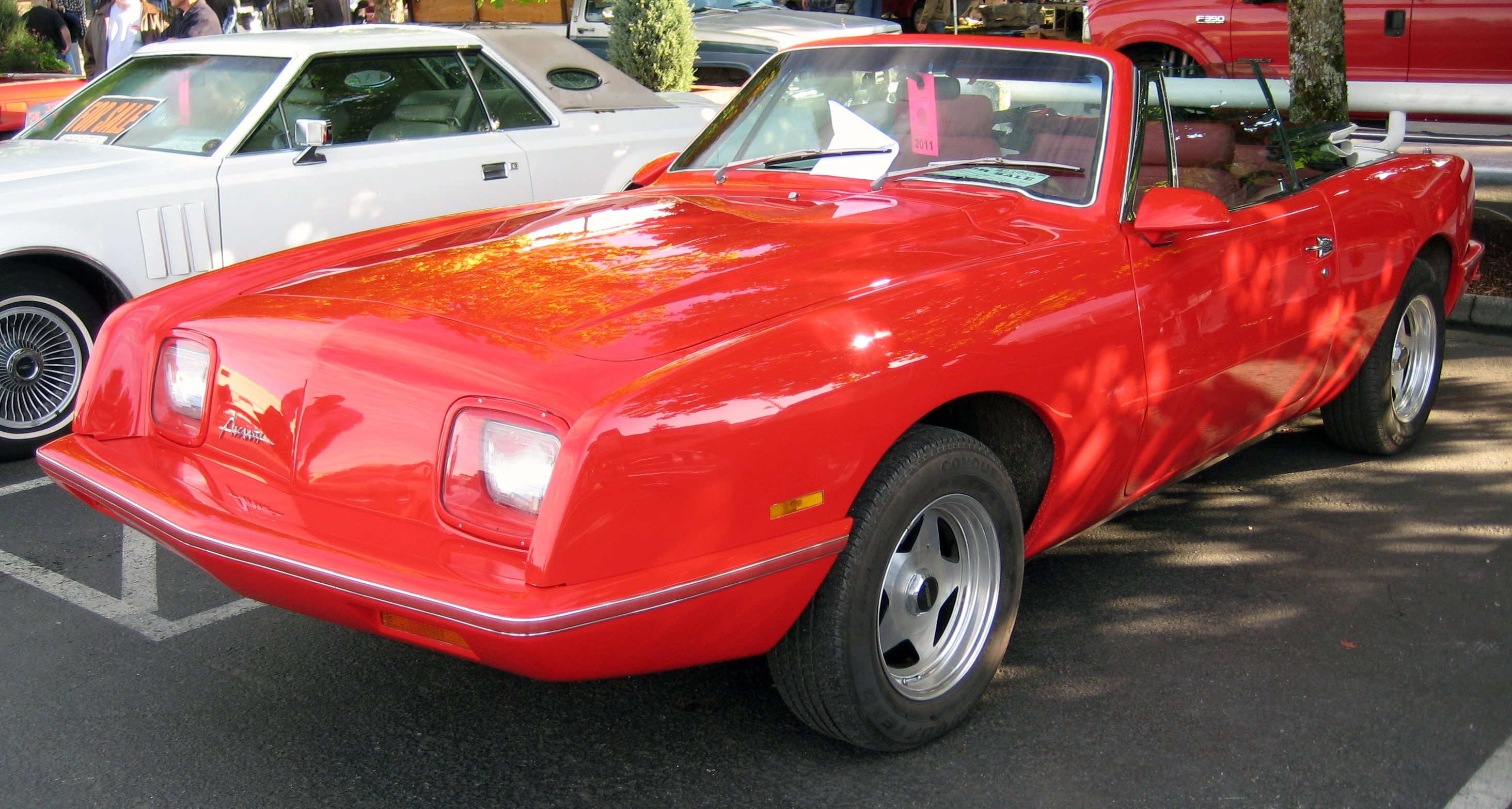
1989 Avanti II (кабриолет)

Компания Avanti Motor Company была куплена Майклом Юджином Келли, чьё владение было очень коротким, потому что владелец компании сменился в 1987 году.
Обозначение «II» было исключено из названия автомобиля, и все последующие автомобили стали называться «Avanti». Затем у компании было второе поколение стиля Avanti, созданное Томом Келлогом, самым молодым членом оригинальной команды дизайнеров Studebaker Avanti.

### Джон Кафаро

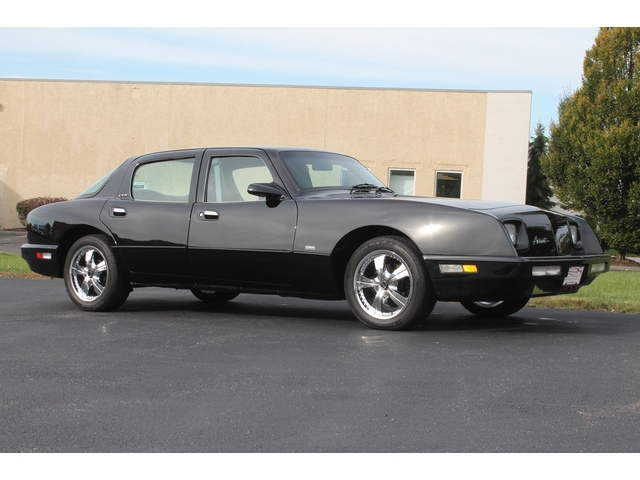
1991 Avanti (четырёхдверный седан)

С 1987 по 1991 год компания Avanti управлялась Джоном Кафаро. При финансовой поддержке штата Огайо Кафаро перенёс всю продукцию Avanti из Саут-Бенда в Янгстаун. В 1988—1989 годах компания выпускала двухдверные купе и кабриолеты. Модель Avanti (1988) была названа моделью «Серебряного года», отмечая 25-летие с момента появления Avanti.
В 1989 году Кафаро потерял веру в оригинальное купе и представил четырёхдверную версию (90 экземпляров). За 4 года производства на заводе в Янгстауне, который закрылся в 1991 году, было произведено 405 моделей Avanti.

### Повторная покупка Келли

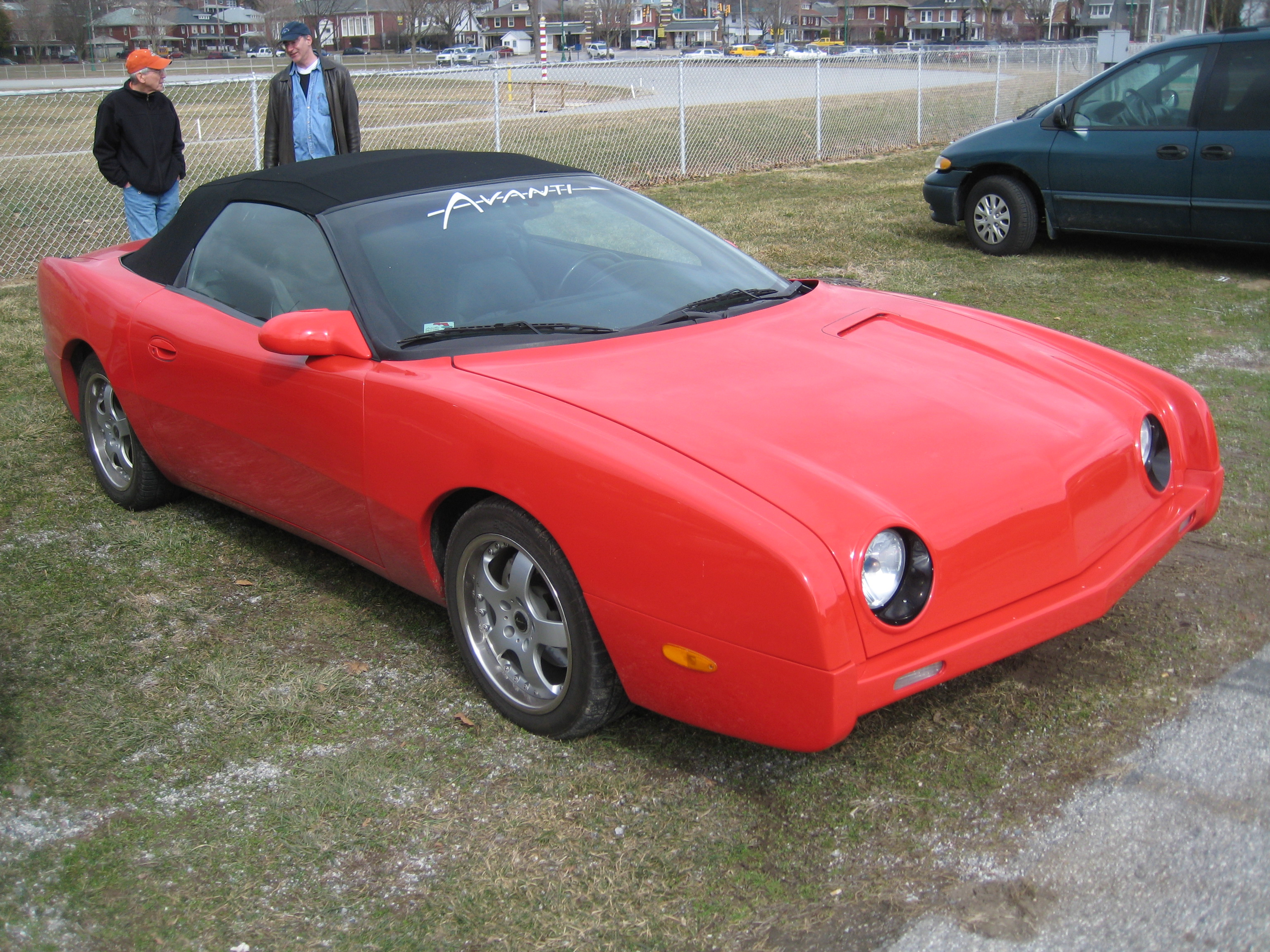
1996—2006 Avanti (кабриолет)

Келли выкупил компанию в 1999 году. Он перенёс свою деятельность из Огайо в Джорджию и производил модернизированные автомобили Avanti в Вилла-Рике с 2000 по 2005 год. С 2004 года на автомобили имели шасси и двигатели Ford Mustang. В октябре 2005 года в Интернете сообщалось: «Avanti Motors недавно объявила о новых отношениях с Ford Motor Company и планирует большое возвращение».
В начале 2006 года Келли перенёс производство Avanti на новый завод в Канкуне, Мексика. Тем не менее, компания была ликвидирована после ареста Келли по обвинению в мошенничестве в декабре 2006 года из-за крупной финансовой пирамиды, которой он руководил. Последний Avanti сошёл с конвейера в марте 2006 года в Канкуне, Мексика. Все Avanti на базе Mustang имели двигатели V8 и V6. Завод и шоу-рум были опустошены в 2011 году и проданы. Многие чрезвычайно редкие концепты Studebaker и Avanti и гоночные автомобили на втором этаже здания в Канкуне были перемещены в другое место и/или проданы.